# Сафонов, Дмитрий Фёдорович
Дми́трий Фёдорович Сафо́нов (12 октября 1909 — 3 января 2015) — советский дипломат, инженер. Чрезвычайный и полномочный посол. Заслуженный работник дипломатической службы Российской Федерации (2009).

## Биография
Родился 12 октября 1909 года. Детство провёл на степном кубанском хуторе, в 7—8 верстах от казачьей станицы Ольгинской. После смерти родителей вместе с сестрой и двумя братьями воспитывался братом отца. С шестого класса Дмитрий учился в Краснодаре, жил в семье Левандовских. В 1923 году закончил семилетку и уехал в Ленинград, где трудился на заводе «Электросила».
Весной 1925 года Дмитрий Сафонов получил от райкома комсомола направление на учёбу и осенью был зачислен в вечерний рабочий факультет при Ленинградском технологическом институте. В 1928 году для ликвидации аварийной ситуации в рыбной промышленности Сафонов был направлен во Владивосток, в группу мотористов.
В 1930 году вступил во ВКП(б). Осенью 1932 года перевёлся на строительство Кузнецкого металлургического завода, где получил назначение в бригаду слесарей отдела главного механика. В 1934 году его отозвали в Москву, а начальником Кузнецкого комбината стал Константин Иванович Бутенко, который назначил Сафонова заместителем главы коммерческого управления, в чью компетенцию входил сбыт готовой продукции.
В 1941 году окончил Московское высшее техническое училище имени Н. Э. Баумана, получив специальность инженера-механика. В 1941—1942 годах работал сменным мастером на артиллерийском заводе № 8 в Подлипках, начальник строительства масляно-экспеллерного завода в Ташаузе.
В 1942—1945 годах — сотрудник Отдела руководящих кадров Наркомата вооружения СССР. 
По завершению войны, в 1945 году перешёл на работу в центральном аппарате НКИД СССР. В 1950 году экстерном окончил курсы повышения квалификации при Высшей дипломатической школе МИД СССР. Кандидат исторических наук. 
В 1946—1948 годах — второй секретарь советской части Международного секретариата ООН. 
В 1949—1950 годах — второй секретарь Отдела по делам ООН МИД СССР. 
В 1951—1956 годах — первый секретарь II Европейского отдела МИД СССР. 
В 1956—1960 годах — первый секретарь, советник Посольства СССР в Великобритании. 
В 1960—1963 годах — советник II Европейского отдела МИД СССР, руководил сектором внешней политики Великобритании.
С 25 июня 1963 по 9 июля 1968 года — чрезвычайный и полномочный посол СССР в Уганде. 
В 1968—1972 годах — заведующий III Африканским отделом МИД СССР. 
С 7 сентября 1972 по 12 ноября 1977 года — чрезвычайный и полномочный посол СССР в Либерии.
С 1977 года — в отставке.
Скончался 3 января 2015 года на 106-м году жизни, после продолжительной болезни.

## Семья
Дед — Яков Филиппович Сафонов, переселенец с Тамбовщины.
Отец — Фёдор Яковлевич Сафонов, крестьянин, участник Первой мировой войны, после её окончания умер от сыпного тифа.
Мать — Екатерина Ефимовна Сафонова (ум. 1918).
Жена — Надежда Григорьевна Ушакова, работала чертёжницей.
- Дочери — Евгения и Марина.

## Дипломатический ранг
- Чрезвычайный и полномочный посол.

## Награды и почётные звания
- Два ордена Трудового Красного Знамени.
- Заслуженный работник дипломатической службы Российской Федерации (19 октября 2009) — за большой вклад в реализацию внешнеполитического курса Российской Федерации, многолетнюю безупречную службу[3].
- Награды правительства Либерии.

## Сочинения
Д. Ф. Сафонов является автором 16 книг воспоминаний. Среди них:
- «А дуги гнут с терпением (как я стал дипломатом-африканистом)» (2002).
- «По дорогам XX века» (2004).
- «Из далёкого прошлого» (2011).